# North Cave
North Cave é uma aldeia e paróquia civil em Yorkshire, Inglaterra. Localiza-se a 19 km a oeste do centro da cidade de Hull, na estrada B1230. South Cave fica a aproximadamente 3,2 km a sudeste.

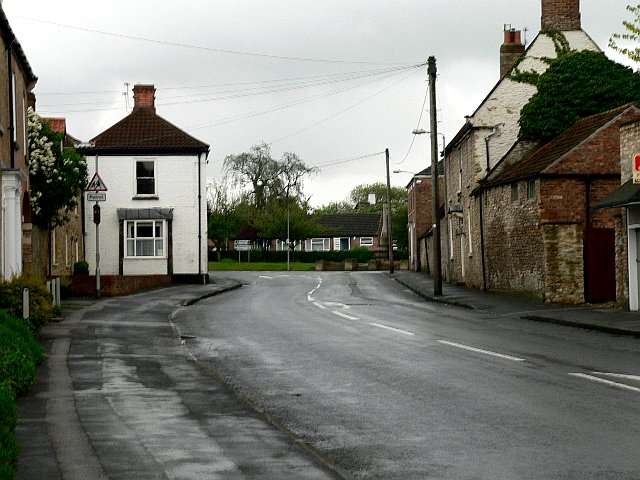
North Cave

A paróquia civil é formada pela aldeia de North Cave e pelo assentamento de Everthorpe. O census de 2001 do Reino Unido indica uma população de 1943 indivíduos.